# Baliracq-Maumusson
Baliracq-Maumusson – miejscowość i gmina we Francji, w regionie Nowa Akwitania, w departamencie Pireneje Atlantyckie.
Według danych na rok 1990 gminę zamieszkiwało 113 osób, a gęstość zaludnienia wynosiła 19 osób/km² (wśród 2290 gmin Akwitanii Baliracq-Maumusson plasuje się na 1063. miejscu pod względem liczby ludności, natomiast pod względem powierzchni na miejscu 1360.).
| 1901 | 1962 | 1968 | 1975 | 1982 | 1990 | 1999 |
| ---- | ---- | ---- | ---- | ---- | ---- | ---- |
| 231  | 149  | 123  | 111  | 124  | 113  | 115  |